# 法國國家太空研究中心
法國國家太空研究中心（法語：Centre National d'Études Spatiales，縮寫：CNES）是隸屬於法國政府的太空研究組織，受国防与退伍军人事务部監督，组织类型为公立工商业机构。成立於1961年，總部位於巴黎，主要發射基地為圭亞那太空中心。

## 歷史

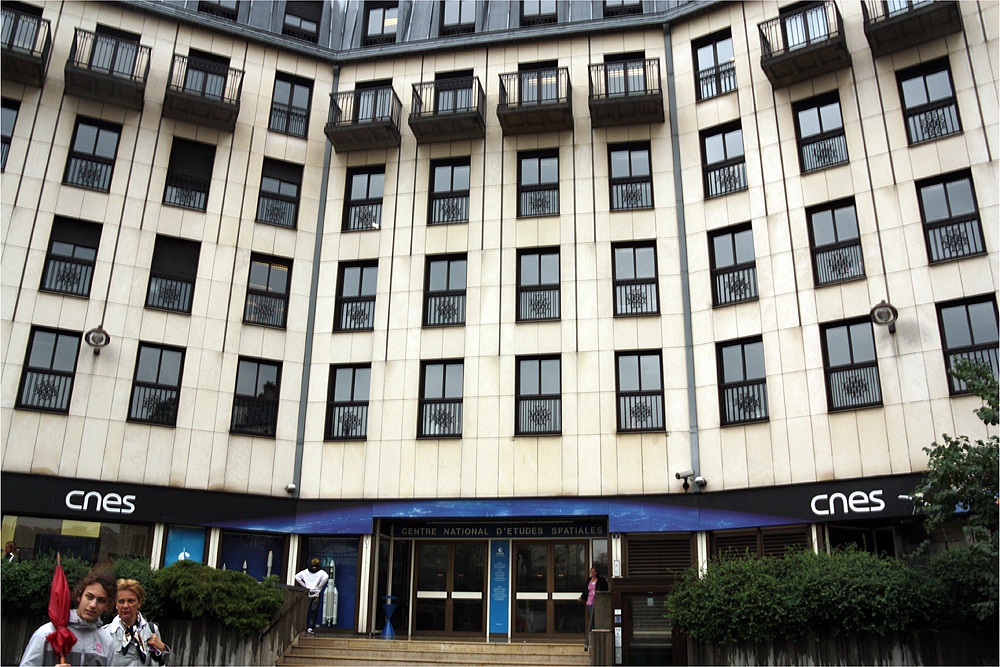
法國國家太空研究中心在巴黎的總部

由於在第二次世界大戰後期，同盟國開始掠奪納粹德國在火箭技術上的成就。在法國獲得的技術中，主要是以V2火箭相關技術為主。戰後，法國政府將火箭的研製與研發交給了彈道學與空氣動力學研究所（Laboratoire de Recherche Balistiques et aérodynamiques），該研究所並成功發展出法國第一枚探空火箭:維羅尼卡探空火箭。在戴高樂將軍的獨立性原則政策背景下，科學家和軍方皆大力推動法國的火箭任務，火箭研製很快就成為法國政府的優先政策之一。1959年，宇宙開發研究委員会（Comite de Recherche Spatiale）成立。同年，航空宇宙産業界設立了SEREB（人造衛星開發管理機關），並開始了寶石計畫（Pierres Précieuses），這是法國第一個人造衛星計劃。
1974年時，大多數的法國航天預算都投注於歐洲太空計劃。造成一些法國國家台空研究中心的計劃（地球觀測Géole計劃的Dialouge衛星，圭亞那航天中心，鑽石B-P4火箭）的凍結，也使得一些國內項目（氣象衛星計劃氣象衛星阿麗亞娜火箭）逐步轉移到ESA。

## 五大方案
國家太空研究中心和欧洲空间局（ESA）的合作，主要歸納在五個方面。
1. 進入太空
2. 觀測地球
3. 宇宙利用（定位、航海、通信、放送）
4. 科学技術的革新
5. 安全保障和防衛

## 青少年活動
國家空間研究中心自成立以來，持續利用出版物、展覽、體驗活動、人材育成等方式與青少年接觸。包括科學協會Planete Science，科学技術産業文化中心，CCSTI，一直在努力利用與各種地方組織合作的方式與青少年接觸。

## 技術中心

### 土魯斯航天中心
土魯斯太空中心位於土魯斯，其主要業務範圍包括
1. 計劃管理
2. 技術研究
3. 調校軌道衛星的位置
4. 資訊處理、分析
5. 後勤支持（行政，物流，通訊）

土魯斯太空中心的1500員工主要以工程師和管理人員為主。

### 埃夫裡火箭站
法國國家太空研究中心的火箭研發中心在1974年布雷蒂尼中心被裁撤後，轉移到了埃夫裡。

## GEIPAN
CNES的大氣環境現象研究小組被稱為GEIPAN機構。在美國空軍終結51區計畫後，GEIPAN是世界上唯一的官方地外生物調查中心。研究結果已發表在網站上。

## 外部連結
- CNES—Homepage （页面存档备份，存于） （法文）
- CNES—Homepage （页面存档备份，存于） （英文）
- CNES—UFO Data （页面存档备份，存于）